# 张华浜站
张华浜站位于中华人民共和国上海市寶山区吴淞街道逸仙路与安达路交叉口以北，是上海地铁3号线的地铁车站。
2023年1月21日至27日，3号线长江南路站至江杨北路站停运施工，张华浜站的改造即为主要内容之一。
2024年4月20日起，包含张华浜站在内3座车站试验闸机常开模式。

## 车站結構
上海轨道交通3号线北延伸段（殷高西路站至江杨北路站）中，高架车站大部分采用标准站设计。张华浜站采用标准站设计，与宝杨路站完全相同。车站结构与轨道桥分开，从而车站不承担车辆冲击载荷，可以只用轻钢框架结构，不用打桩。本站供电系统亦为标准站配电系统，设两根400V母线。载荷分为一级、二级、三级，一级载荷包含应急、消防、信号等，同时接入两根母线，主电源失电时可自动切换至备用电源；二级载荷包括公共照明、电梯、水泵等，只接一路电源，主电源故障时可将两路母线联通从而维持供电；三级载荷包括空调、广告和装饰照明等，任何一路电源失电时均会自动断电，以保障基本运营。站厅层及管理、设备用房使用荧光灯，站台使用卤素灯，2023年改造后更换为LED灯。

### 车站楼层
| 地上二层 | 侧式站台，右侧开门 | 侧式站台，右侧开门                        | 侧式站台，右侧开门 | 侧式站台，右侧开门 |
|          |                    | █ 3号线 往上海南站（淞发路）              |                    |                    |
|          |                    | █ 3号线 往江杨北路（淞滨路）              |                    |                    |
|          | 侧式站台，右侧开门 |                                           |                    |                    |
| 地面层   | 站厅及出入口       | 1出入口、票务服务、自动售票机、人工服务台 |                    |                    |

## 车站出口
张华浜站共有1个出入口，各出入口如下所示：
| 出口编号                      | 出口指示       | 照片 |
| ----------------------------- | -------------- | ---- |
| 1 · 出口 · （设有无障碍通道） | 安达路，逸仙路 |      |
| 图例： 设有无障碍通道         |                |      |

## 改造施工

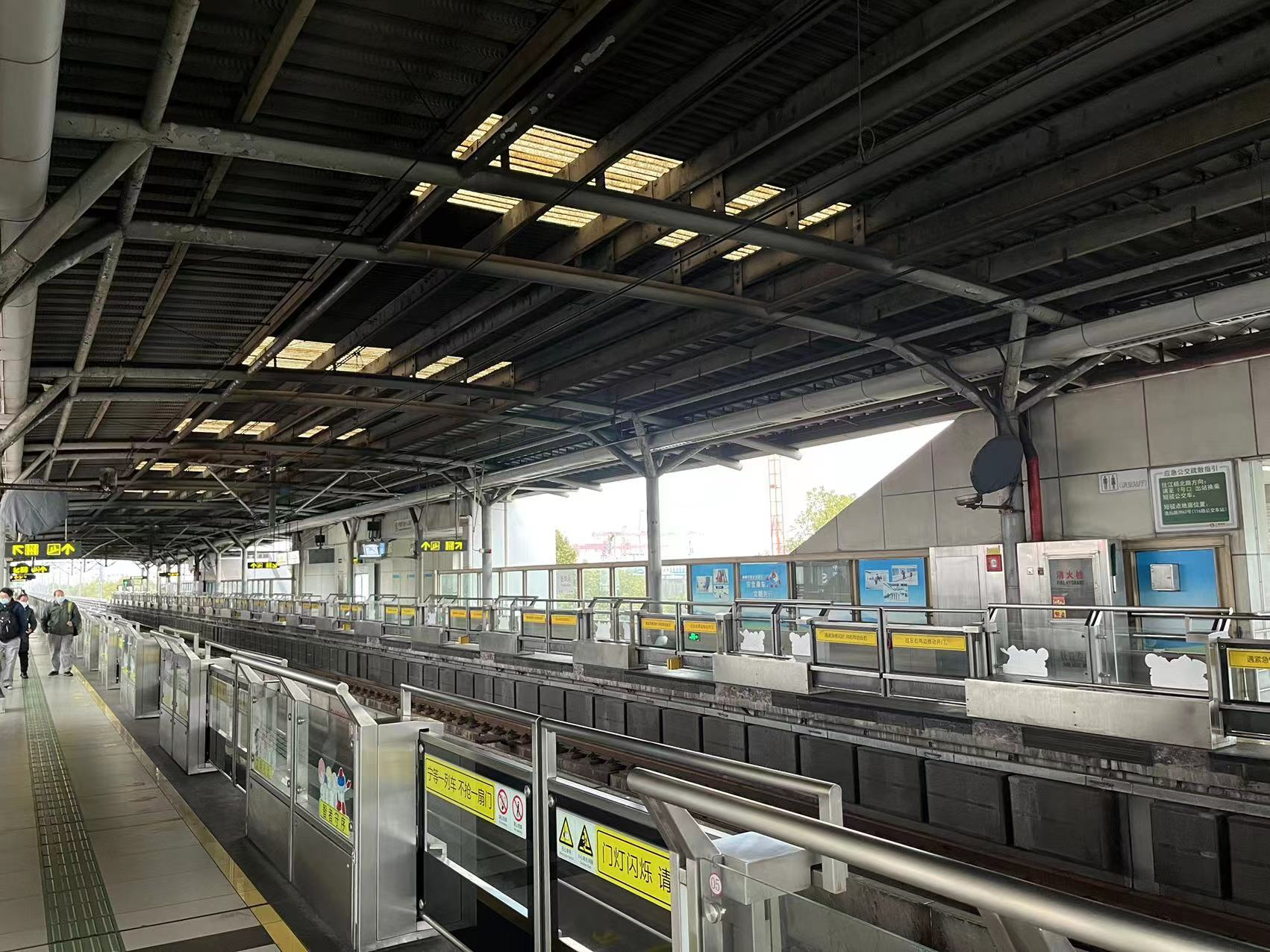
改造前的顶棚

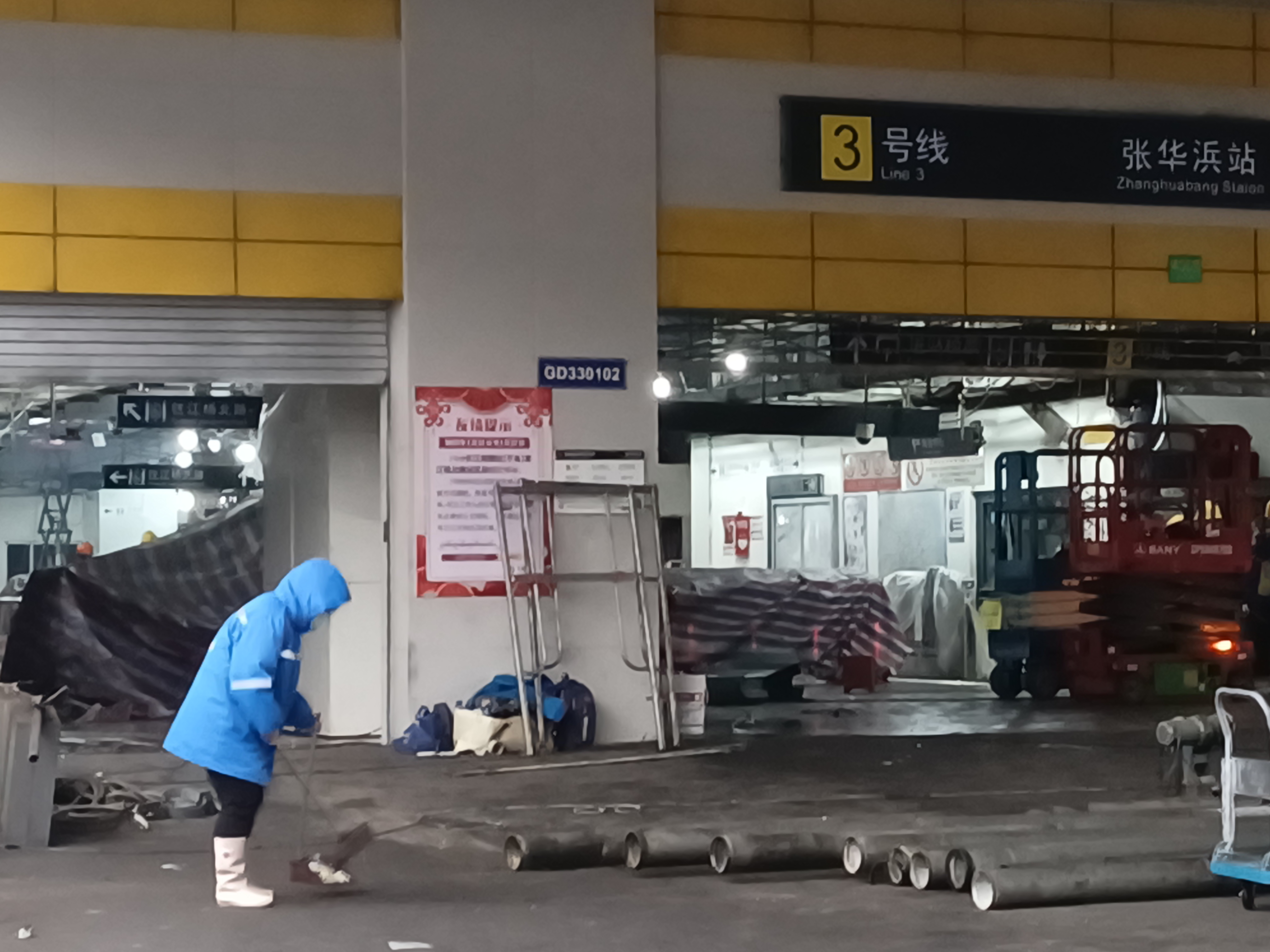
施工中的张华浜站

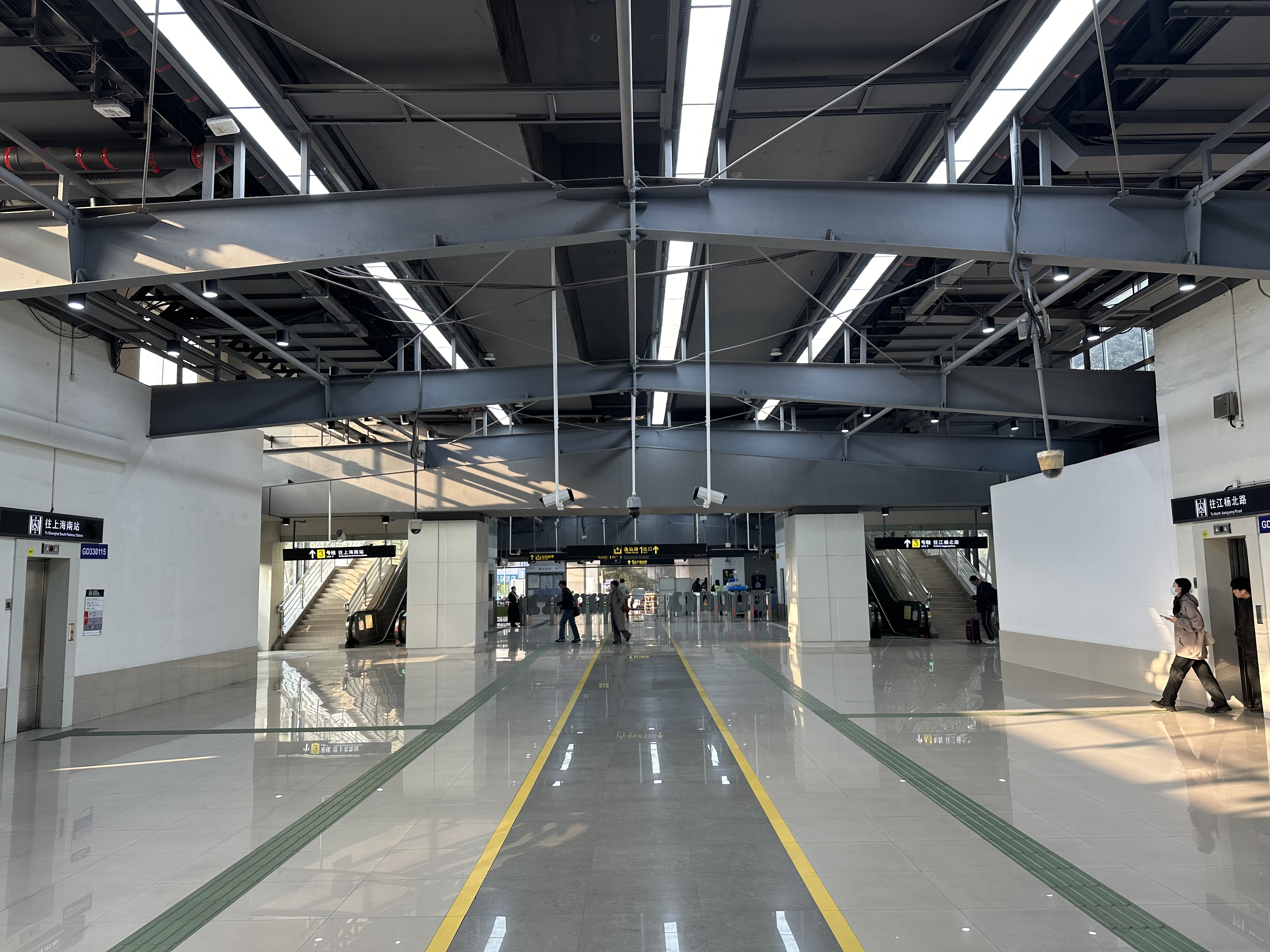
施工完成后的站厅

2023年春节，1月21日（除夕）至27日（初六），上海轨道交通3号线长江南路至江杨北路段实施停运改造，除轨道部分以外，主要就是对张华浜站进行整修。张华浜站本次施工的主要原因是车站顶棚锈蚀穿孔漏水，进而导致车站钢结构生锈影响运营安全。张华浜站的集中施工于1月21日0时30分开工，内容除了包括车站顶棚的更换、钢结构防锈以外，也包含伸缩缝止水带更换、站厅层及站厅至站台楼梯吊顶更换、排水整修、更换LED灯具等，计划1月28日3时前完工。此次改造后，车站顶棚将采用直立锁边形式。同时，也对张华浜~铁力路区间35kV、10kV、1500V电缆及电缆桥架进行整治，增加绝缘护套。

## 公交换乘
90、116、159、160、302（夜宵线）、322（夜宵线）、508、728、813